# Navajo (film)
Navajo è un film documentario del 1952 diretto da Norman Foster.